# Paul Hensel (Philosoph)

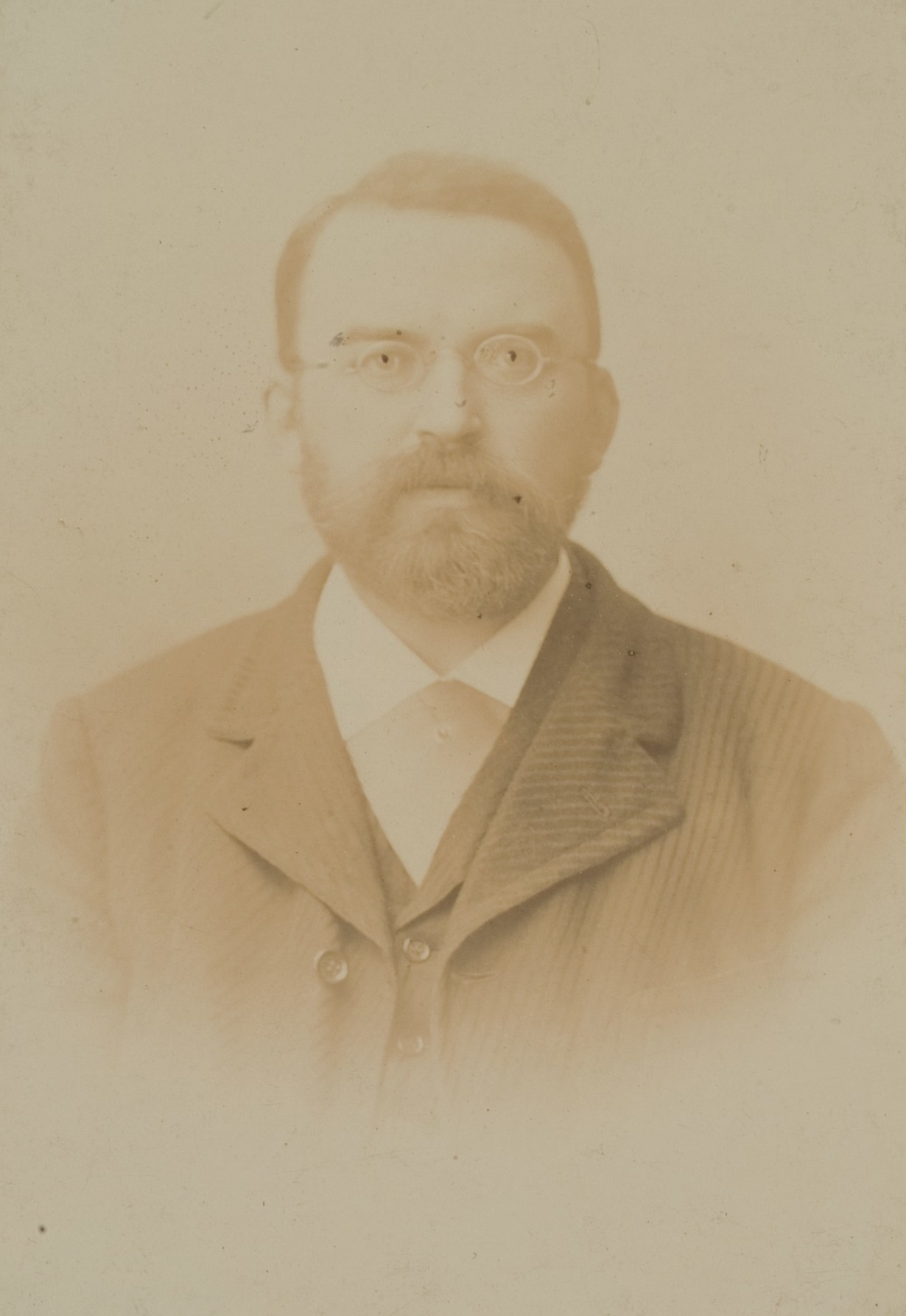
Paul Hensel

Paul Hugo Wilhelm Hensel (* 17. Mai 1860 in Groß-Barthen bei Königsberg i.Pr (Ostpreußen); † 11. November 1930 in Erlangen) war ein deutscher Philosoph, Sohn des Gutsbesitzers und Unternehmers Sebastian Hensel, Bruder des Mathematikers Kurt Hensel und der Schriftstellerin Lili (Elisabeth) du Bois-Reymond, geb. Hensel. Er war ein Enkel der Komponistin Fanny Hensel und des Malers Wilhelm Hensel und Nachkomme des Unternehmers und Philosophen Moses Mendelssohn.

## Leben und Wirken
Paul Hensel wurde 1885 nach einem Studium der Philosophie, Geschichte und klassischen Philologie in Freiburg promoviert. 1888 habilitierte er sich bei Wilhelm Windelband in Straßburg. 1895 wurde er zum außerordentlichen Professor in Straßburg ernannt. Seit 1898 war er als außerordentlicher Professor in Heidelberg tätig. 1902 wurde er als ordentlicher Professor für systematische Philosophie nach Erlangen berufen, wo er bis 1928 lehrte.
Hensel war mit Max Weber befreundet, mit dem er 1904 zum Gelehrtenkongreß anlässlich der Weltausstellung in St. Louis reiste. 1911 reiste er erneut in die Vereinigten Staaten und besuchte Boston und die Harvard University.  Er war 1915 Doktorvater von Hans Reichenbach, der bei ihm mit einer Arbeit über Wahrscheinlichkeitstheorie promovierte.
Neben der akademischen Lehre widmete sich Hensel auch der Erwachsenen- und Arbeiterbildung. So hielt er erfolgreiche Vortragsreihen in Nürnberg und Fürth. 1922 war er Mitgründer der Ortsgruppe Erlangen-Nürnberg-Fürth der Kant-Gesellschaft, der er seit 1925 vorstand. In Erlangen wurde Hensel der „Sokrates von Erlangen“ genannt.
Paul Hensel heiratete 1896 in erster Ehe Käthe Rosenhayn (1861–1910). Der Ehe entstammte der Sohn Bruno Hensel (1899–1945). 1917 heirateten Paul Hensel und Elisabeth Nelson, geborene Schemmann (1884–1954). In erster Ehe war sie von 1907 bis 1912 mit dem Philosophen Leonard Nelson verheiratet gewesen. Paul Hensel und Leonard Nelson stammten beide vom Philosophen Moses Mendelssohn ab. Ihren Sohn Gerhard Nelson (1909–1944) brachte Elisabeth Nelson mit in ihre neue Ehe ein. Mit Paul Hensel hatte sie noch zwei Töchter: die Pianistin und Musikpädagogin Fanny Kistner-Hensel (1918–2006) und die Historikerin Cécile Lowenthal-Hensel (1923–2012).

## Schriften

Exlibris Paul Hensel

- Die Stellung des Reichskanzlers nach dem Staatsrechte des deutschen Reiches. München 1882.
- Über die Beziehung des reinen Ich bei Fichte zur Einheit der Apperzeption bei Kant. Freiburg 1885.
- Ethisches Wissen und ethisches Handeln. 1889.
- Thomas Carlyle. 3. Auflage. Frommanns, Stuttgart 1901. 3., durchges. 1922 (Reihe Klassiker der Philosophie. 11).
- Hauptprobleme der Ethik. Neun Vorträge. Teubner, Leipzig 1903.
- Sebastian Hensel. Ein Lebensbild aus Deutschlands Lehrjahren. 2. Auflage. Behr, Berlin 1904.
- Die Polengefahr für die masurische Bevölkerung. Ostmarken, Berlin 1911.
- Rousseau Teubner, Leipzig 1907, 1912. 3. durchges. Auflage: 1919 (Reihe Aus Natur und Geisteswelt. 180).
- Kleine Schriften und Vorträge Hrsg. Ernst Hoffmann. Henning, Greiz 1920 (Aufsätze aus den Jahren 1892 bis 1919, z. B. Das Schauerliche bei E. T. A. Hoffmann, Ludwig Feuerbach, Was kann der deutsche Liberalismus von Fichte lernen? Nicht mit der Ausgabe von 1930 zu verwechseln)
- Kleine Schriften und Vorträge. Zum 70. Geburtstag des Verfassers. Hrsg. Ernst Hoffmann, Heinrich Rickert. Mohr, Tübingen 1930.
- Vorwort zu: Gerbrand Dekker: Die Rückwendung zum Mythos. Schellings letzte Wandlung. Oldenbourg, München 1930.
- Religionsphilosophie. Aus dem Nachlass hrsg. von Friedrich Sauer. Mit Anhang Was bedeutet Paul Hensels Religionsphilosophie? von Joseph Münzhuber. V&R, Göttingen 1934.